# Biografielijst Go

## Goa
- Potsy Goacher (1917-1986), Amerikaans autocoureur
- Goar (ca.585), heilige, kluizenaar en missionaris

## Gob
- Tjan Gobardhan (1948), Surinaams politicus
- Anthony Gobert (1975-2024), Australisch motorcoureur
- Marian Gobius (1910-1994), Nederlands beeldhouwster
- Alphonse Louis Goblet (1887-1941), Belgisch politicus
- Dominique Goblet (1967), Belgisch kunstenares en illustratrice
- Marc Goblet (1957-2021), Belgisch vakbondsbestuurder
- Merveille Goblet (1994), Belgisch voetballer
- Nicolas Goblet (1853-1937), Belgisch politicus
- Numa Goblet (1882-1945), Belgisch politicus
- René Goblet (1828-1905), Frans politicus
- Albert Goblet d'Alviella (1790-1873), Belgisch politicus en officier
- Eugène Goblet d'Alviella (1846-1925), Belgisch politicus
- Jean Goblet d'Alviella (1921-1990), Belgisch politicus
- Louis Goblet d'Alviella (1823-1867), Belgisch diplomaat en politicus
- Michaël Goblet d'Alviella (1955), Belgisch politicus

## Goc

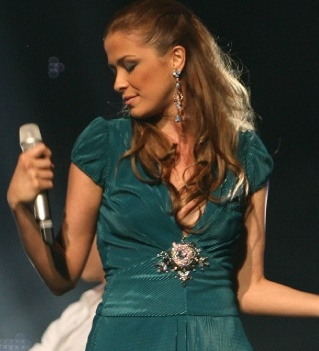
Karolina Gočeva

- Josef Gočár (1880-1945), Tsjechisch architect en ontwerper
- Karolina Gočeva (1980), Macedonisch zangeres
- Tadeusz Gocłowski (1931-2016), Pools aartsbisschop

## God

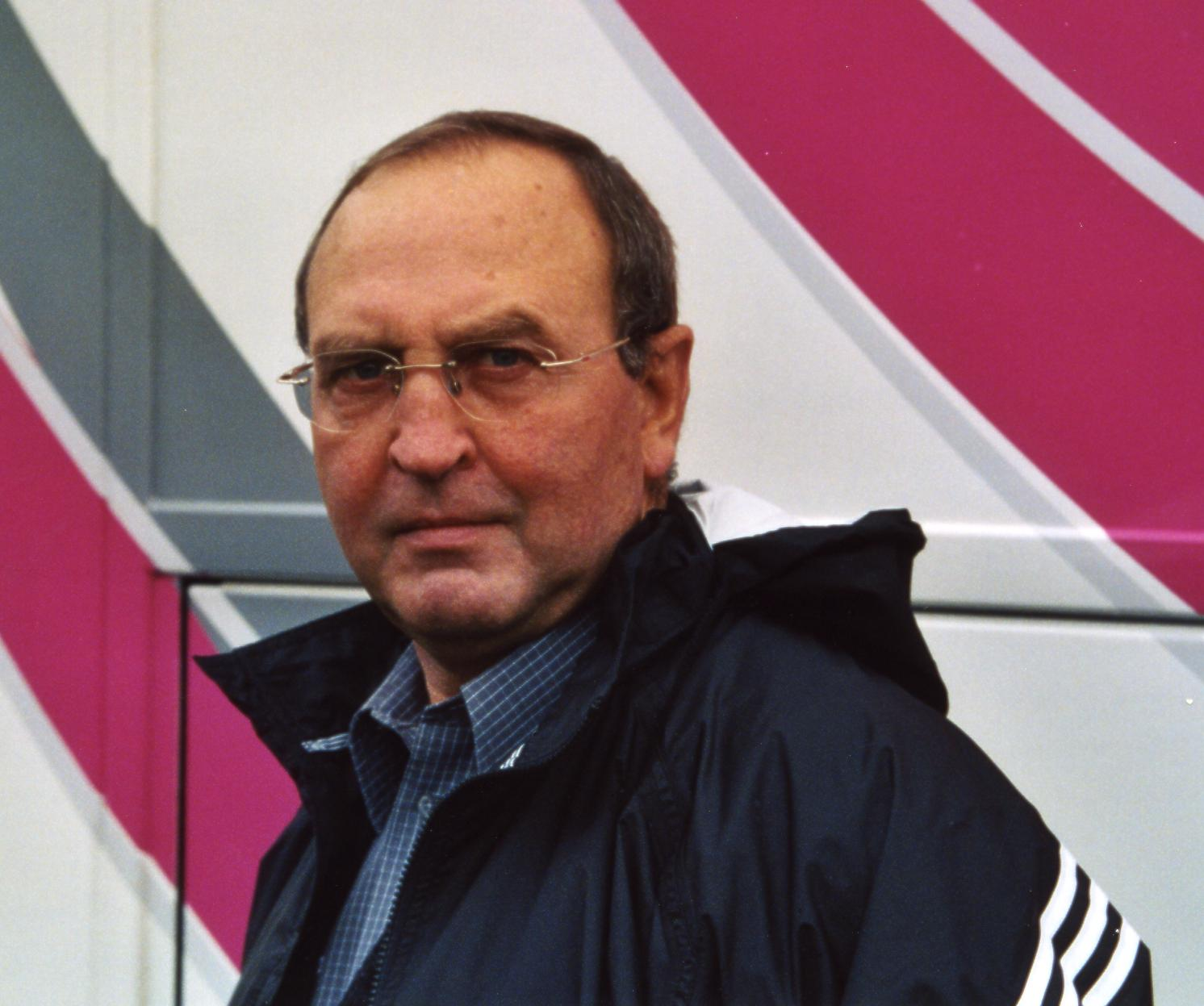
Walter Godefroot

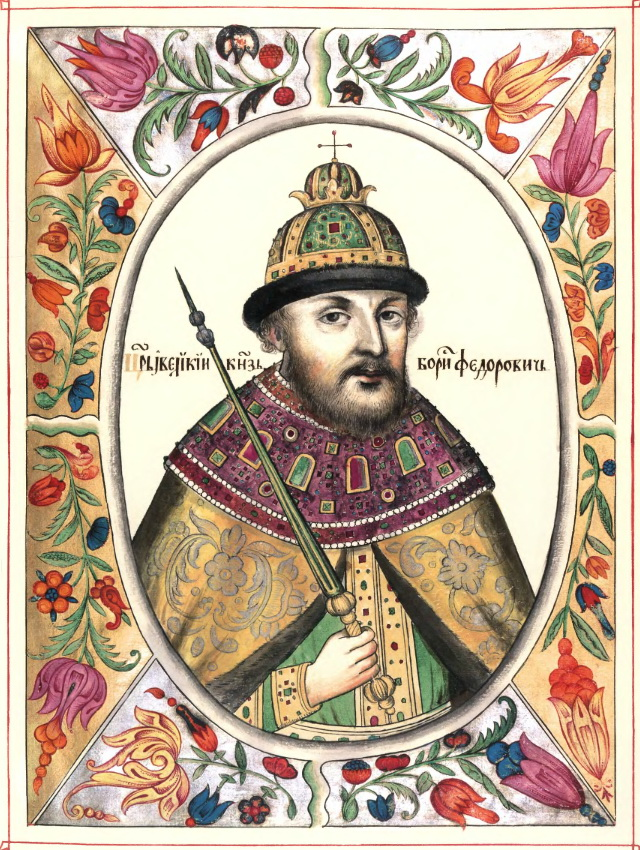
Boris Godoenov

- Benjamin Godard (1849-1895), Frans componist
- Christian Godard (1932-2024), Frans striptekenaar
- Jean-Luc Godard (1930-2022), Frans filmregisseur
- Piet Goddaer (1970), Belgisch singer-songwriter
- Kristof Goddaert (1986-2014), Belgisch wielrenner
- Willy Goddaert (1959), Belgisch atleet
- James Goddard (1983), Brits zwemmer
- Paulette Goddard (1910-1990), Amerikaans actrice
- Peter Goddard (1964), Australisch motorcoureur
- Robert Goddard (1882-1945), Amerikaans natuurkundige en uitvinder
- Spike Goddard (1992), Australisch autocoureur
- Jack Godderis (1916-1971), Belgisch kunstschilder
- Danielle Godderis-T'Jonck (1955), Belgisch politica
- Walter Goddijn (1921-2007), Nederlands rooms-katholiek godsdienstsocioloog
- Maya Goded (1970), Mexicaans fotografe
- Michel Henry Godefroi (1830-1882), Nederlands politicus
- Walter Godefroot (1943), Belgisch wielrenner
- Kurt Gödel (1906-1978), Oostenrijks-Amerikaans wiskundige
- Daniel Godelli (1992), Albanees gewichtheffer
- Anthony Godett (1958), Antilliaans politicus
- Mirna Godett (1954?), Antilliaans premier (2003-2004)
- Wilson Godett (1932-1995), Antilliaans vakbondsleider en politicus
- Arthur Godfrey (1903-1983), Amerikaans zanger, acteur, radio- en tv-presentator
- Henri Godin (1892-1980), Belgisch atleet
- Samuel Godin (1561/1566-1633), koopman uit de Zuidelijke Nederlanden
- Marie-Thérèse Godinache-Lambert (1926-2018), Belgisch politica
- René Godlieb (1966), Nederlands atleet
- Sabri Godo (1929-2011), Albanees politicus
- Boris Godoenov (ca.1551-1605), tsaar van Rusland (1598-1605)
- Leopold Godowsky (1870-1938), Pools-Amerikaans pianist en componist
- Eugene Godsoe (1988), Amerikaans zwemmer
- Charles Godtschalck (1809-1892), Belgisch filantroop

## Goe

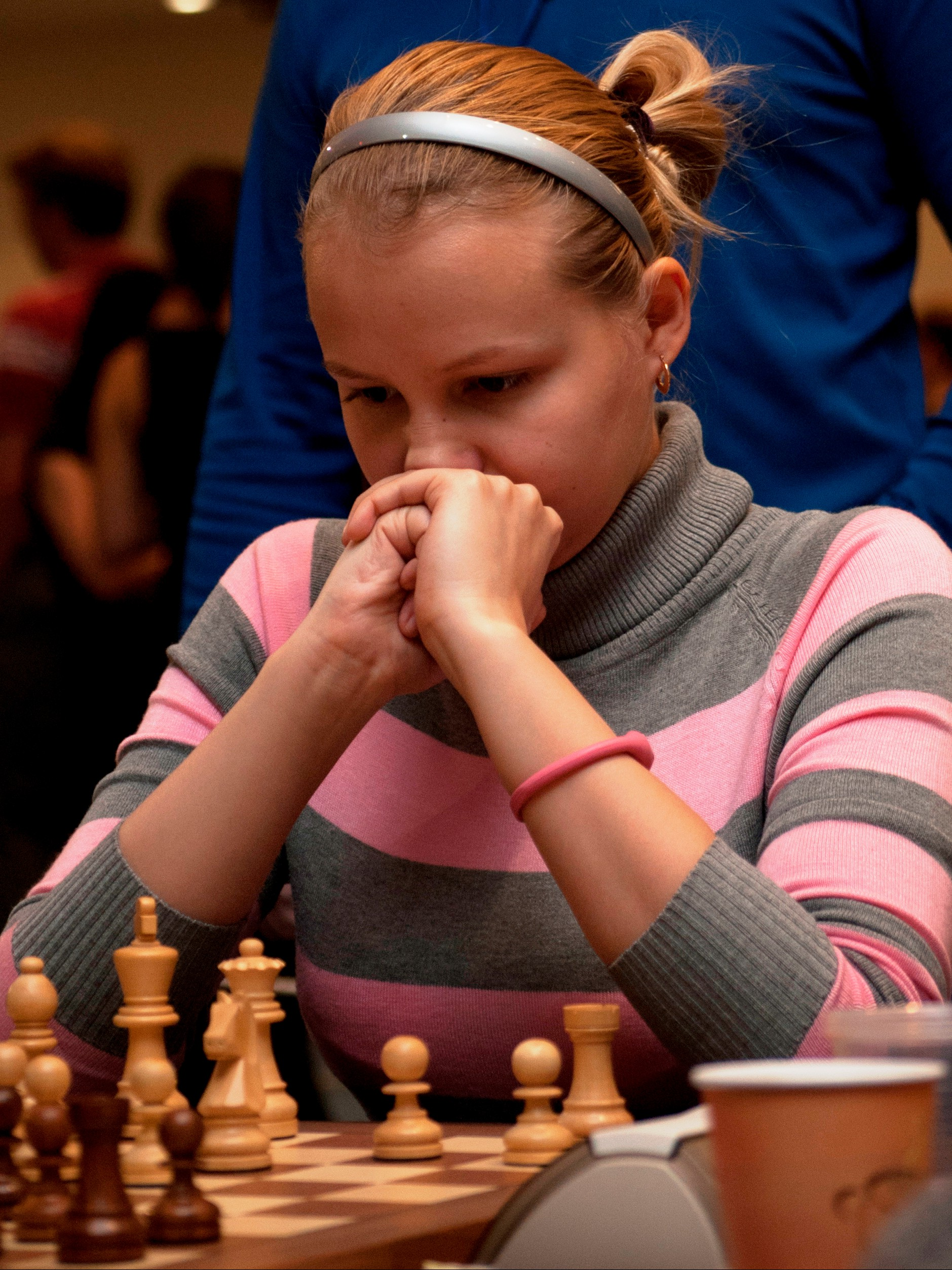
Valentina Goenina

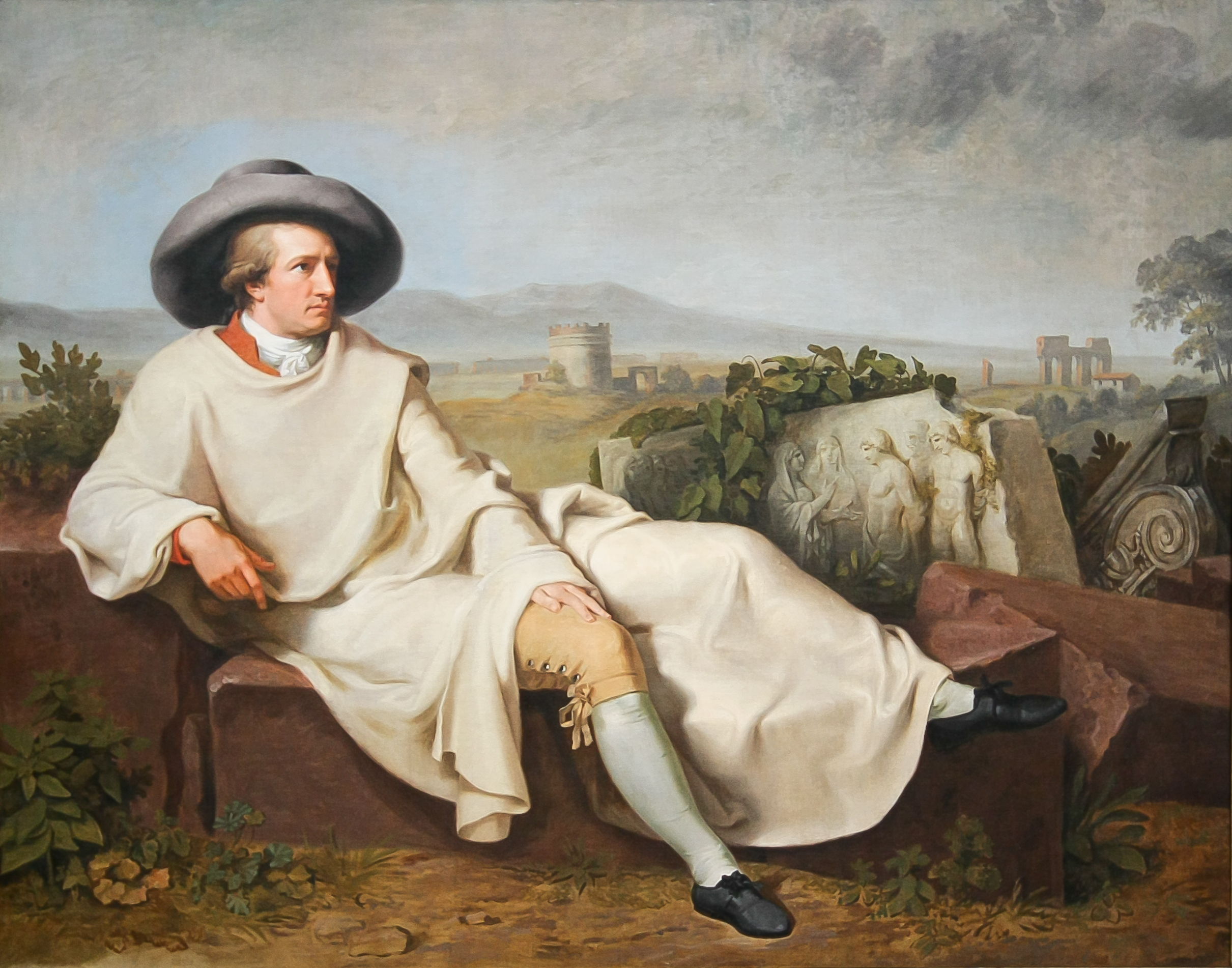
Goethe in Italië, door Tischbein

- Sofia Goebaidoelina (1931-2025), Russisch componiste
- Joseph Goebbels (1897-1945), Duits nazipoliticus
- Timothy Goebel (1980), Amerikaans kunstschaatser
- Tengiz Goedava (1953-2009), Georgisch schrijver en mensenrechtenactivist
- Lesley Goede (1930-1982), Surinaams politicus en econoom
- Martijn de Goede (1947), Nederlands socioloog
- Jaap Goedegebuure (1947), Nederlands neerlandicus en literatuurcriticus
- Ronald Goedemondt (1975), Nederlands cabaretier
- Lado Goediasjvili (1896-1980), Georgisch kunstschilder en graficus
- Frans Goedhart (1904-1990), Nederlands politicus, verzetsstrijder en journalist
- Gerrit Goedhart (1955), Nederlands politicus
- Jan Goedkoop (1781-1855), Nederlands reder
- Jan Goedkoop (1875-1952), Nederlands reder
- Henk Goedschalk (1946), Surinaams bankier
- Monique Goeffers (1940), Belgisch atlete
- Marnix Goegebeur (1962), Belgisch atleet
- Ed de Goeij (1966), Nederlands voetballer (doelman)
- Emiel Goelen (1946-2015), Belgisch televisiepresentator
- Ramil Goelijev (1990), Turks atleet
- Anne-Gine Goemans (1971), Nederlands schrijfster
- Hector Goemans (1915-1984), Belgisch arts en politicus
- Lodewijk Goemans (1881-1957), Belgisch politicus
- Pieter Goemans (1925-2000), Nederlands componist en tekstschrijver
- Valentina Goenina (1989), Russisch schaakster
- Nick Goepper (1994), Amerikaans freestyleskiër
- Maria Goeppert-Mayer (1906-1972), Duits-Amerikaans natuurkundige en Nobelprijswinnares
- Sopiko Goeramisjvili (1991), Georgische schaakster
- Anna Goerova (1981), Russisch atlete
- Jelle Goes (1970), Nederlands voetbaltrainer
- Frank van der Goes (1859-1939), Nederlands marxistisch theoreticus
- Hugo van der Goes (~1440-1482), Vlaams kunstschilder
- Marinus van der Goes van Naters (1900-2005), Nederlands politicus
- Maria Goesakova (1931-2022), Russisch langlaufster
- Maksim Goestik (1988), Wit-Russisch freestyleskiër
- Jorge Goeters (1970), Mexicaans autocoureur
- Caroline Goetghebuer (1978), Belgisch atlete
- Maurice Goetghebuer (1876-1962), Belgisch entomoloog
- Albéric Goethals (1843-1897), Belgisch textielindistrieel en fotograaf
- Albert Goethals (1885-1973), Belgisch kunstenaar
- Antoine Goethals (1790-1868), Zuid-Nederlands en Belgisch politicus
- Auguste Goethals (1812-1888), Belgisch militair en politicus
- Charles Goethals (1782-1851), Zuid-Nederlands en Belgisch militair
- Christian Goethals (1928-2003), Belgisch autocoureur
- Edmond Goethals (1854-1919), Belgisch advocaat en politicus
- Emile Goethals (1854-1932), Belgisch politicus
- Etienne Goethals (1945), Belgisch rechter, rechtsgeleerde en edelman
- Félix Goethals (1891-1962), Frans wielrenner
- Félix Victor Goethals (1799-1872), Belgisch historicus, bibliothecaris en genealoog
- Ferdinand Goethals (1786-1860), Belgisch edelman en lid van het Belgisch Nationaal Congres
- Frans Goethals (1861-1953), Belgisch politicus
- George Washington Goethals (1858-1928), Amerikaans militair en ingenieur
- Guy Goethals (1952), Belgisch voetbalscheidsrechter
- Jacques Goethals (1889-1918), Belgisch militair en vliegenier
- Jean Goethals (1794-1875), Zuid-Nederlands en Belgisch politicus
- Jules Goethals (1855-1918), Belgisch architect
- Koen Goethals (1961), Belgisch bioloog, hoogleraar en bestuurder
- Lucien Goethals (1931-2006), Belgisch componist
- Paul Goethals (1832-1901), Belgisch jezuïet, missionaris en aartsbisschop
- Raymond Goethals (1921-2004), Belgisch voetbalcoach
- Robert Goethals (1922-2011), Belgisch voetballer en voetbalcoach
- Thomás Goethals (1983), Nederlands dj, bekend onder het pseudoniem "The Flexican"
- Valentijn Goethals (1987), Belgisch gitarist en kunstenaar
- Jacques Goethals-Vercruysse (1759-1838), Zuid-Nederlands en Belgisch textielindustrieel, historicus, kunstkenner en verzamelaar
- Johann Wolfgang von Goethe (1749-1832), Duits schrijver
- Oliver Goethe (2004), Deens-Duits autocoureur
- Remco Goetheer (1992), Nederlands atleet
- Gustaaf Van Goethem (1898-1974), Belgisch voetballer
- Ernest Goetsbloets (1835-1905), Belgisch politicus
- Aleksandr Goetsjkov (1862-1936), Russisch industrialist en politicus
- Nicolaas Goetsjkov (1860-1935), Russisch politicus
- Jo Goetzee (1884-1935), Nederlands atleet
- Jan Goeverneur (1809-1889), Nederlands schrijver

## Gof
- Danilo Goffi (1972), Italiaans atleet
- Albert Goffin (?-1958), Belgisch bankier, ambtenaar en gouverneur van de NBB
- David Goffin (1990), Belgisch tennisser
- Evi Goffin (1981), Belgisch zangeres en presentatrice
- Louis Goffin (1904-1975), Belgisch diplomaat
- Maarten Goffin (1983), Vlaams acteur, regisseur en scenarist
- Philippe Goffin (1967), Belgisch politicus
- Roel Goffin (1987), Belgisch voetballer
- Sofie Goffin (1979), Belgisch zwemster
- Valentín Goffin (1986), Belgisch voetballer

## Gog

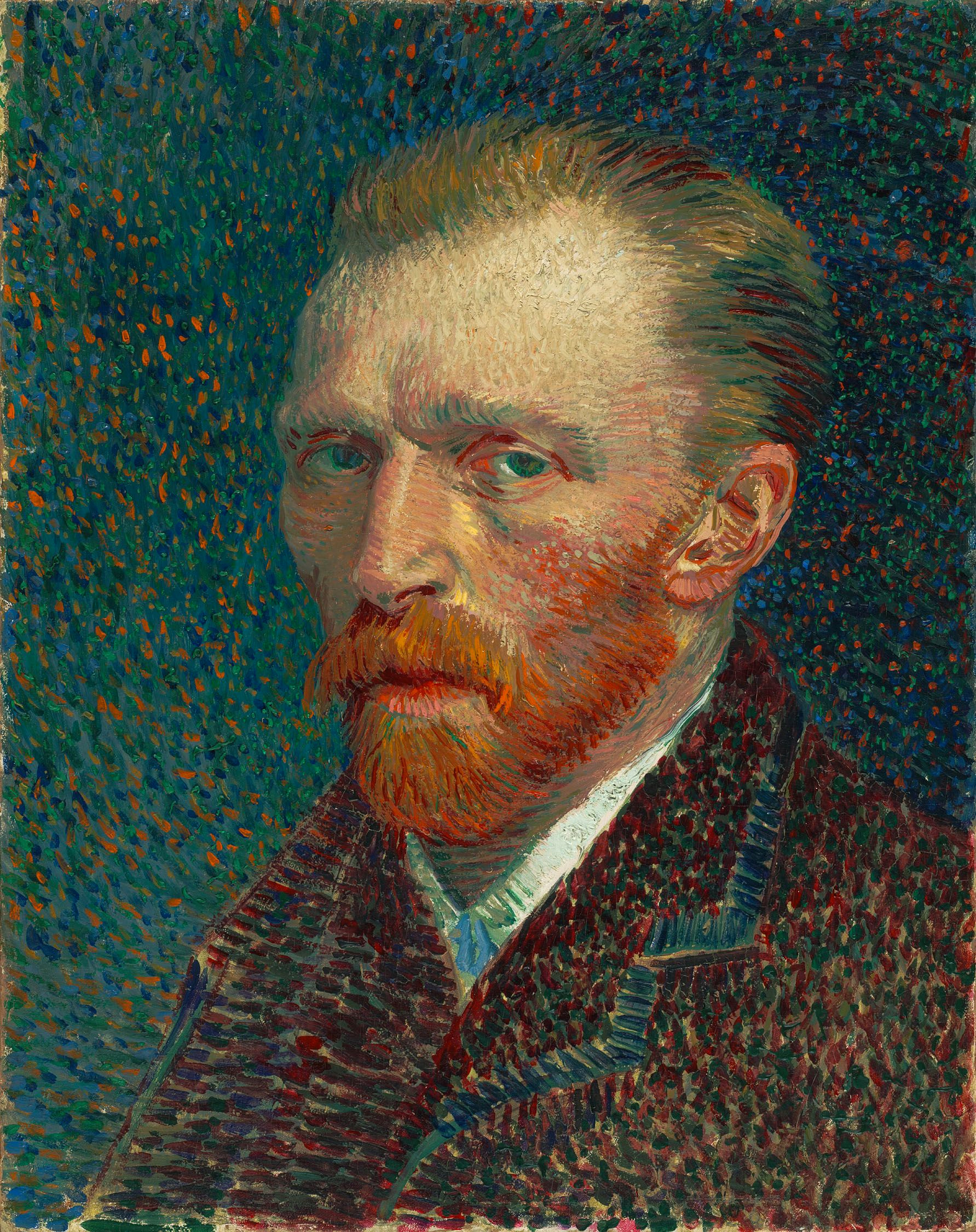
Vincent van Gogh

- Octavian Goga (1881-1938), Roemeens politicus, dichter, toneelschrijver, journalist en vertaler
- Zaza Gogava (1971), Georgisch militair
- Loretta Goggi (1950), Italiaans zangeres en actrice
- Sofia Goggia (1992), Italiaans alpineskiester
- Walton Goggins (1971), Amerikaans acteur en filmproducent
- Theo van Gogh (1857-1891), Nederlands kunsthandelaar
- Theo van Gogh (1957-2004), Nederlands regisseur, televisiemaker en columnist
- Vincent van Gogh (1853-1890), Nederlands kunstschilder
- Vincent Willem van Gogh (1890-1978), Nederlands kunstbezitter
- Goran Gogić (1986-2015), Servisch voetballer
- Juliette Goglia (1995), Amerikaans actrice
- Félix Gogo (1872-1953), Belgisch kunstschilder
- Nikolaj Gogol (1809-1852), Russisch schrijver
- René Goguen (1983), Canadees bodybuilder en professioneel worstelaar

## Goh

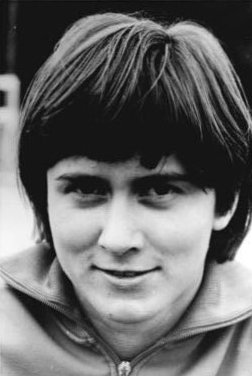
Marlies Göhr

- Rachel Goh (1986), Australisch zwemster
- Christiane Gohl (1958), Duits schrijfster
- Marlies Göhr (1958), Oost-Duits atlete
- Rolf Gohs (1933-2020), Ests-Zweeds striptekenaar en illustrator

## Goi
- Ivan Goi (1980), Italiaans motorcoureur
- Adriaan Goijaerts (1811-1886), Nederlands architect, timmerman en aannemer
- Aranka Goijert (1941-2022), Nederlands politicus
- Joanna Going (1963), Amerikaans actrice
- Hylkje Goïnga (1930-2001), Nederlands-Fries schrijfster
- José Ignacio Goirigolzarri (1954), Spaans bankier

## Gol

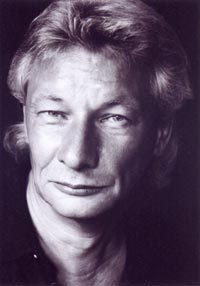
Jip Golsteijn

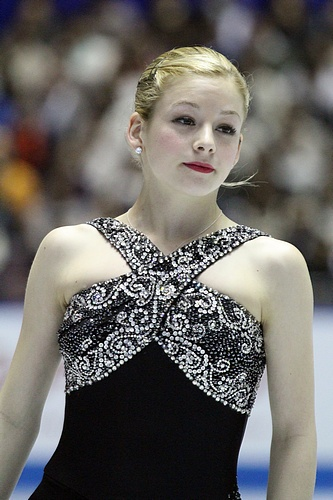
Gracie Gold

- Jean Gol (1942-1995), Belgisch politicus
- Rivka Golani (1946), Canadees altvioliste
- Bahman Golbarnezhad (1968-2016), Iraans paralympisch wielrenner
- Andrew Gold (1951-2011), Amerikaans zanger
- Arielle Gold (1996), Amerikaans snowboardster
- Bill Gold (1921-2018), Amerikaans grafisch ontwerper
- Gracie Gold (1995), Amerikaans kunstschaatsster
- Reece Gold (2004), Amerikaans autocoureur
- Christian Goldbach (1690-1764), Pruisisch wiskundige
- Bjarne Goldbæk (1968), Deens voetballer
- Arthur Goldberg (1908-1990), Amerikaans politicus, jurist en diplomaat
- Moses Wolf Goldberg (1905-1964), Ests scheikundige
- Whoopi Goldberg (1955), Amerikaans actrice
- Jef Goldblum (1952), Amerikaans acteur en regisseur
- Daan van Golden (1936-2017), Nederlands kunstschilder
- Leon Goldensohn (1911-1961), Amerikaans psychiater
- Elliot Goldenthal (1954), Amerikaans filmcomponist
- Ernő Goldfinger (1902-1987), Hongaars-Brits architect en meubelontwerper
- Sulamith Goldhaber (1923-1965) Amerikaans deeltjesfysicus
- Daniel Goldhagen (1959), Amerikaans historicus en politicoloog
- Anders Golding (1984), Deens kleiduivenschutter
- William Golding (1911-1993), Brits schrijver en Nobelprijswinnaar
- Bo Goldman (1932-2023), Amerikaans scenarioschrijver
- Emma Goldman (1869-1940), Litouws-Amerikaans anarchiste en feministe
- Jean-Jacques Goldman (1951), Frans muzikant
- Katie Goldman (1992), Australisch zwemster
- Sylvan Goldman (1898-1984), Amerikaans ondernemer en uitvinder
- Peter Carl Goldmark (1906-1977), Hongaars-Amerikaans ingenieur en uitvinder
- Renee Elise Goldsberry (1971), Amerikaans actrice, zangeres en songwriter
- Bobby Goldsboro (1941), Amerikaans pop- en country-singer-songwriter
- Frits Goldschmeding (1933-2024), Nederlands topman van Randstad
- Robert Goldschmidt (1877-1935), Belgisch natuurkundige, scheikundige, ingenieur en uitvinder
- Jerry Goldsmith (1929-2004), Amerikaans componist
- Merwin Goldsmith (1937), Amerikaans acteur
- Oliver Goldsmith (1730-1774), Brits schrijver en dichter
- Paul Goldsmith (1925-2024), Amerikaans autocoureur
- Eugen Goldstein (1850-1930), Duits natuurkundige
- Jenette Goldstein (1960), Amerikaans actrice
- Ehud Goldwasser (1975-2006), Israëlisch militair
- Barry Goldwater (1909-1998), Amerikaans politicus
- Tony Goldwyn (1960), Amerikaans acteur en regisseur
- Roesoedan Goletiani (1980), Georgisch-Amerikaans schaakster
- Angelina Golikova (1991), Russisch langebaanschaatsster
- Yvan Goll (1891-1950), Duits-Frans-Amerikaans schrijver
- Karl Josef Gollrad (1866-1940), Duits kunstschilder
- Jérôme Golmard (1973-2017), Frans tennisser
- Andrej Goloebev (1987), Kazachs tennisser
- Jevgeni Goloebev (1910-1988), Russisch pianist en componist
- Vladimir Goloebnitsji (1936), Sovjet-Russisch/Oekraïens atleet
- Joelia Goloebtsjikova (1983), Russisch atlete
- Kristian Golomeev (1993), Grieks zwemmer
- Oleg Golovanov (1934), Sovjet-Russisch roeier
- Olga Golovkina (1986), Russisch atlete
- Benny Golson (1929-2024), Amerikaans jazzsaxofonist en -componist
- Jip Golsteijn (1945-2002), Nederlands journalist
- Jan Karel van Goltstein (1794-1872), Nederlands politicus
- Hendrick Goltzius (1558-1616), Nederlands kunstenaar
- Petar Golubović (1994), Servisch voetballer

## Gom

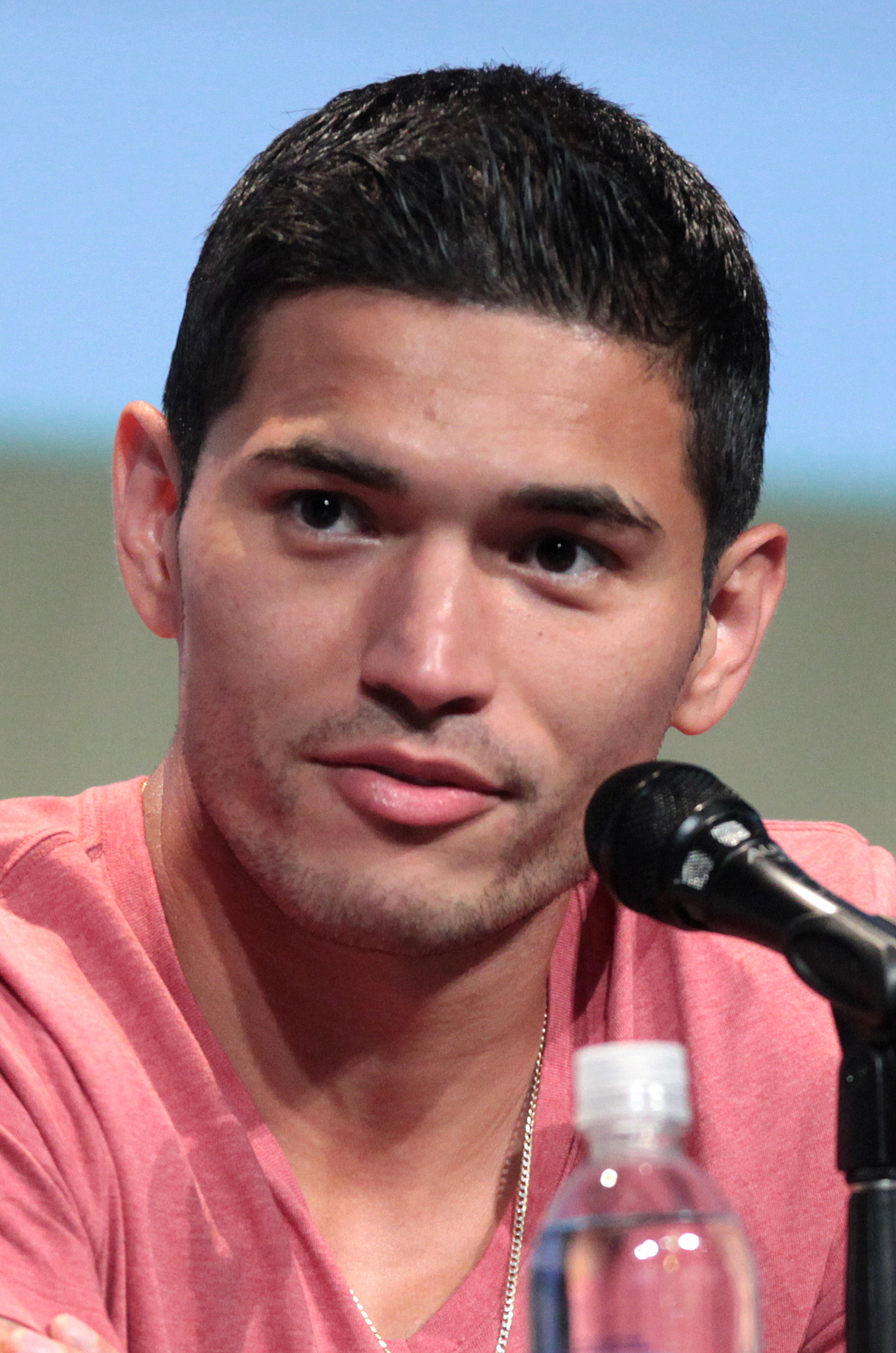
Miguel Gomez, 2015

- Franciscus Gomarus (1563-1641), Nederlands theoloog
- Moses Gomberg (1866-1947), Amerikaans scheikundige
- Ernst Gombrich (1909-2001), Oostenrijks kunsthistoricus
- Tomislav Gomelt (1995), Kroatisch voetballer
- João Gomes Júnior (1986), Braziliaans zwemmer
- Mary Ann Gomes (1989), Indiase schaakster
- Peter Gomes (1942-2011), Amerikaans predikant en hoogleraar
- Ricardo Gomes (1964), Braziliaans voetballer en voetbaltrainer
- Andrés Gómez (1960), Ecuadoraans tennisser
- Carlos Gómez (1962), Amerikaans acteur
- Hernán Darío Gómez (1959), Colombiaans voetballer en voetbaltrainer
- José Ángel Gómez Marchante (1980), Spaans wielrenner
- Miguel Gomez (1985), in Colombia geboren Amerikaans acteur en voormalig hiphopartiest
- Selena Gomez (1992), Amerikaans actrice en zangeres
- Carlos Vinicio Gómez Ruiz (1960-2008), Guatemalteeks politicus
- Samin Gómez Briceno (1992), Venezolaans autocoureur
- Luciano Gomide (1975), Braziliaans autocoureur
- Harrie Gommans (1983), Nederlands voetballer
- Tristan Gommendy (1979), Frans autocoureur
- Henk Gommer (1962), Nederlands atleet
- Mia Gommers (1939), Nederlands atlete

## Gon

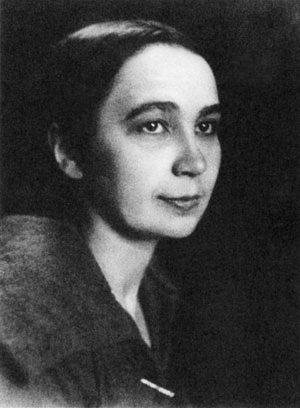
Natalja Gontsjarova (1910)

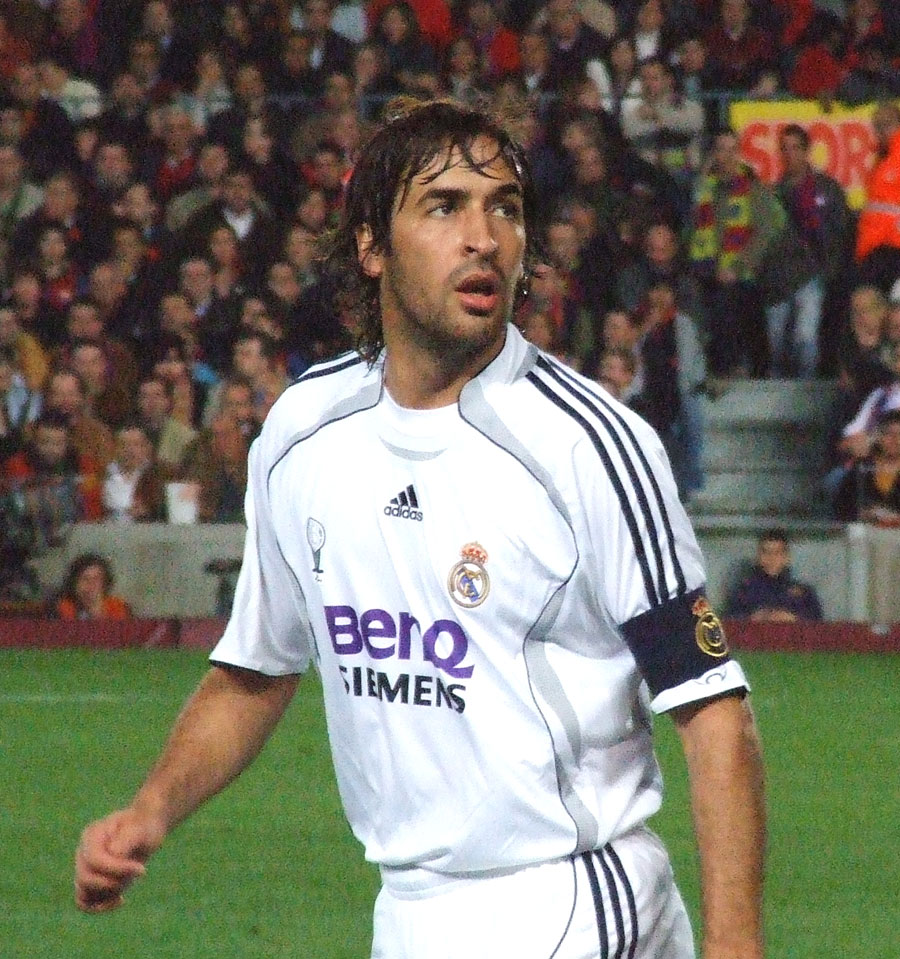
Raúl González Blanco

- Adílio de Oliveira Gonçalves (1956-2024), Braziliaans voetballer
- Paulo Gonçalves (1979-2020), Portugees motorcrosser
- Richard Gonda (1994), Slowaaks autocoureur
- Fernand Gonder (1883-1969), Frans atleet
- August Gondry (1841-1891), Belgisch advocaat, rechter, hoogleraar en bestuurder
- Michel Gondry (1963), Frans scenarioschrijver, filmregisseur en videoclipregisseur
- Richard Gondry (1929-2015), Belgisch politicus
- Nat Gonella (1908-1998), Brits jazztrompettist
- Gong Lijiao (1989), Chinees atlete
- Gong Zhichao (1977), Chinees badmintonspeelster
- Babs Gons (1971), Nederlands schrijver, dichter en spoken-wordperformer
- Rolph Gonsalves (1932-2002), Nederlands ambtenaar, koloniaal en openbaar aanklager
- Nicole Gontier (1991), Italiaans biatlete
- Natalja Gontsjarova (1881-1962), Russisch kunstschilder
- Gökhan Gönül (1985), Turks voetballer
- Jermaine Gonzales (1984), Jamaicaans atleet
- Neptali Gonzales (1923-2001), Filipijns politicus
- Aitor González Jiménez (1975), Spaans wielrenner
- Eiza González (1990), Mexicaans actrice en zangeres
- Fernando González (1980), Chileens tennisser
- Francisco González Bocanegra (1824-1861), Mexicaans dichter
- Igor González de Galdeano (1973), Spaans wielrenner
- José Froilán González (1922-2013), Argentijns autocoureur
- Manuel González (2002), Spaans motorcoureur
- Marcos González (1980), Chileens voetballer
- Nicholas Gonzalez (1976), Amerikaans acteur
- N.V.M. Gonzalez (1915-1999), Filipijns schrijver
- Pablo González Casanova (1922-2023), Mexicaans socioloog
- Pedro González (1967), Chileens voetballer
- Raúl González Blanco (1977), Spaans voetballer
- Raul M. Gonzalez (1930), Filipijns afgevaardigde en minister
- Raul S. Gonzalez (1934-2013), Filipijns journalist en minister
- Ricardo González (1969), Argentijns golfprofessional
- Ricardo González (1977), Mexicaans autocoureur
- Rick Gonzalez (1979), Amerikaans acteur
- Roberto González (1976), Mexicaans autocoureur
- Rodolfo González (1986), Venezolaans autocoureur
- Reynaldo Vera González-Quevedo (1961), Cubaanse schaker
- Eduardo Gonzalo (1983), Spaans wielrenner

## Goo

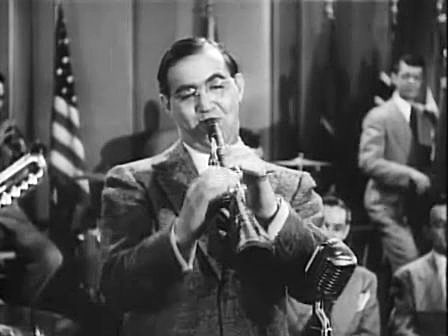
Benny Goodman

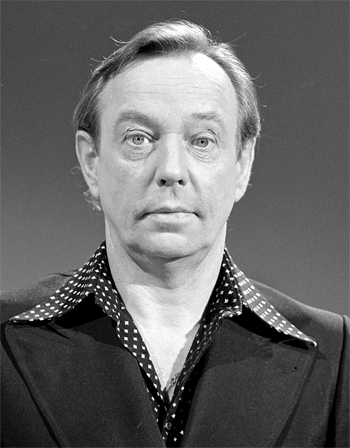
Rijk de Gooyer

- Jonathan Good (1985), Amerikaans professioneel worstelaar ("Dean Ambrose")
- Jane Goodall (1934), Brits biologe
- Brian Goodell (1959), Amerikaans zwemmen en olympisch kampioen
- David Angelico Nicholas Gooden (1966), Brits technoproducer, bekend als Dave Angel
- John Bannister Goodenough (1922-2023), Amerikaans scheikundige, materiaalkundige en Nobelprijswinnaar
- Gary Goodfellow (1955), Canadees-Nieuw-Zeelands motorcoureur
- Herman Gooding (1943-1990), Surinaams politie-inspecteur
- Terry Goodkind (1948-2020), Amerikaans schrijver
- Anna Goodman (1986), Canadees alpineskiester
- Benny Goodman (1909-1986), Amerikaans jazzmusicus
- Brian Goodman (1963), Amerikaans acteur, filmregisseur en scenarioschrijver
- John Goodman (1952), Amerikaans acteur
- Tom Goodman-Hill (1968), Brits acteur
- Deborah Goodrich (1958), Amerikaans actrice
- Mick Goodrick (1945-2022), Amerikaans jazzgitarist en docent
- Agnes Goodsir (1864-1939), Amerikaans kunstschilder
- Jonathan Goodwin (1980), Welsh stuntman en boeienkoning
- Malcolm Goodwin, (1982), Amerikaans acteur, filmregisseur en filmproducent
- Thomas Goodwin (1600-1680), Brits theoloog
- Scott Goodyear (1959), Canadees autocoureur
- Carry van Gool (1953), Nederlands boogschutter
- Frans van Gool (1922-2015), Nederlands architect
- Michael Goolaerts (1994-2018), Belgisch wielrenner
- Evonne Goolagong (1951), Australisch tennisspeelster
- Toine van de Goolberg (1950), Nederlands atleet
- Bart Goor (1973), Belgisch voetballer
- Jurgen van den Goorbergh (1969), Nederlands motorcoureur
- Toos Goorhuis-Tjalsma (1915-2004), Nederlands wandelaar
- Sam Gooris (1973), Belgisch zanger
- Jacqueline Goormachtigh (1970), Nederlands atleet
- Norbert Goormaghtigh (1890-1960), Belgisch professor geneeskunde
- Maria Goos (1956), Nederlands schrijver
- Rudy Goossen (1933), Surinaams politicus
- Georges Alfons Goossens (1896-1971), Belgisch politicus
- Bart Goossens (1985), Belgisch voetballer
- Carry Goossens (1953), Belgisch acteur
- Cas Goossens (1937), Belgisch radio- en televisiejournalist en omroepdirecteur
- Chris Goossens (?), Belgisch bestuurster
- Daniel Goossens (1954), Frans cartoonist
- Denis Goossens (1987), Belgisch atleet
- Dennis Goossens (1993), Belgisch gymnast
- Dirk Goossens (1962), Belgisch voetballer
- Erik Goossens (1967), Belgisch acteur en zanger
- Ester Goossens (1972), Nederlands atleet
- Eugeen Goossens (1942), Belgisch striptekenaar
- Eugène Goossens (1845-1906), Belgisch dirigent
- Eugène Goossens (1867-1958), Belgisch dirigent en violist
- Eugène Aynsley Goossens (1893-1962), Brits componist en dirigent
- Fernand Goossens (1888-?), Belgisch voetballer
- Georges Alfons Goossens (1896-1971), Belgisch politicus
- Gonnie Goossens (1936), Nederlands fotografe
- Guy Goossens (?), Belgisch regisseur
- Hendrik Goossens (1792-1856), Nederlands politicus
- Hendrikus Abraham Waldemar Goossens (1909-1973), Nederlands marineofficier
- Hermanus Theodorus Goossens (1775-1858), Nederlands politicus
- Jacqueline Goossens (1932), Belgisch politica
- Jan Goossens (1914-2001), Belgisch voetballer
- Jan Goossens (1930), Belgisch dialectoloog en filoloog
- Jan Goossens (1958), Nederlands voetballer
- Jan Goossens (1971), Belgisch dramaturg
- Jan Mathias Goossens (1887-1970), Nederlands politicus
- Jeroen Goossens (1971), Nederlands dwarsfluitist
- Jerry Goossens (1965), Nederlands journalist, columnist en schrijver
- Jesse Goossens (1969), Nederlands schrijfster
- Johan Goossens (1967), Belgisch geestelijke
- Johan Goossens (1982), Nederlands cabaretier en schrijver
- Johannes Franciscus Goossens (1801-1877), Nederlands politicus
- John Goossens (1944-2002), Belgisch ondernemer
- John Goossens (1988), Nederlands voetballer
- Jules Goossens (1897-1968), Nederlands Engelandvaarder
- Justine Goossens (2000), Belgisch atlete
- Kathleen Goossens (1976), Belgisch actrice en zangeres
- Kobe Goossens (1996), Belgisch wielrenner
- Lambert Goossens (1797-1856), Belgisch politicus
- Léon Goossens (1897-1988), Brits hoboïst
- Louis Goossens (1796-1851), Belgisch advocaat en politicus
- Marc Goossens (1958), Belgisch wielrenner
- Marc Goossens (1969), Belgisch autocoureur
- Marco Goossens (1984), Belgisch politicus
- Mario Goossens (1972), Belgisch drummer
- Marnix Goossens (1967), Nederlands fotograaf
- Maurits Goossens (1914-2001), Belgisch acteur en hoorspelacteur
- Michaël Goossens (1973), Belgisch voetballer
- Nele Goossens (1977), Belgisch actrice
- Noël Goossens (1994), Nederlands voetballer
- Paul Goossens (1943), Belgisch journalist en voormalig studentenleider
- Paul-Charles Goossens (1918-2008), Belgisch politicus en hoogleraar
- Peter Goossens (1964), Belgisch chef-kok
- Petrus Johannes Goossens (1886-1962), Nederlands politicus
- Petrus Lambertus Goossens (1827-1906), Belgisch aartsbisschop en kardinaal
- Polidoor Goossens (1875-1953), Belgisch collaborateur en Vlaams activist
- Ray Goossens (1924-1998), Belgisch animator
- Reinhilde Goossens (1961), Belgisch zangeres, bekend onder het pseudoniem Lisa del Bo
- Rob Goossens (1943), Belgisch dichter, schrijver en kunstenaar
- Rob Goossens (1990), Nederlands journalist
- Roland Goossens (1937), Belgisch striptekenaar
- Roy Goossens (1992), Nederlands voetballer
- Sidonie Goossens (1899-2004), Brits harpiste
- Simon Goossens (1893-1964), Belgisch beeldhouwer
- Sofie Goossens (1985), Belgisch korfbalspeelster
- Steph Goossens (1966), Belgisch acteur
- Tess Goossens (1981), Belgisch omroepster, zangeres en presentatrice
- Thierry Goossens (?), Belgisch golfer
- Tony Goossens (1948), Belgisch voetballer
- Victor Goossens (1904-1977), Belgisch politicus
- Willy Goossens (1934-2009), Belgisch politicus
- Zita Goossens (2000), Belgisch atlete
- Jacques Goossens-Bara (1928), Belgisch architect
- Tony Goovaerts (1949), Belgisch atleet
- Rijk de Gooyer (1925-2011), Nederlands acteur

## Gor

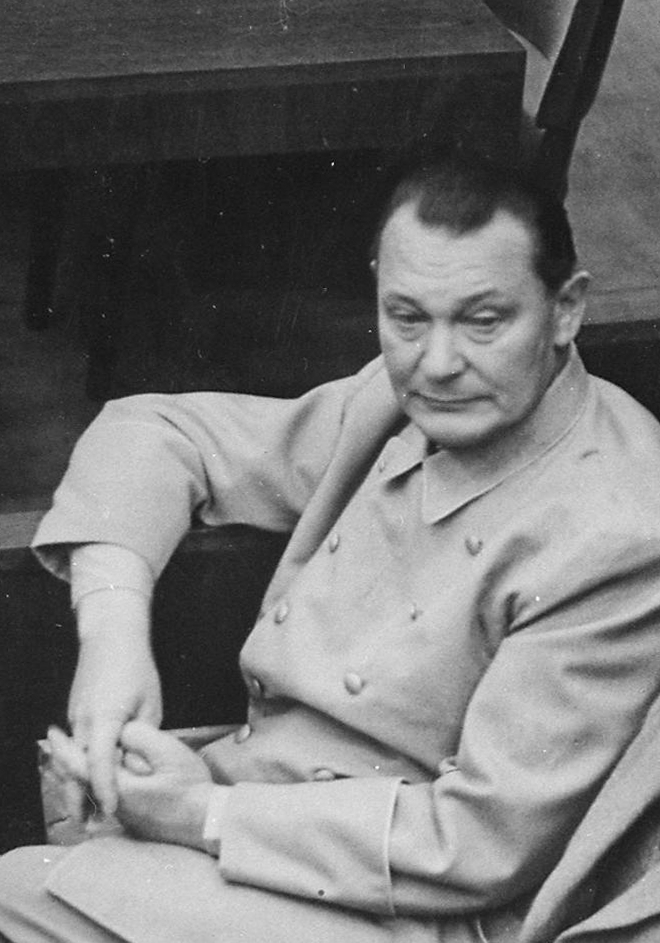
Hermann Göring

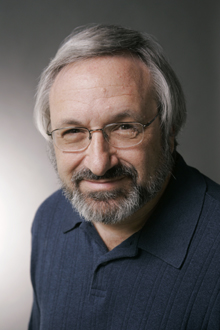
Barry Gordon

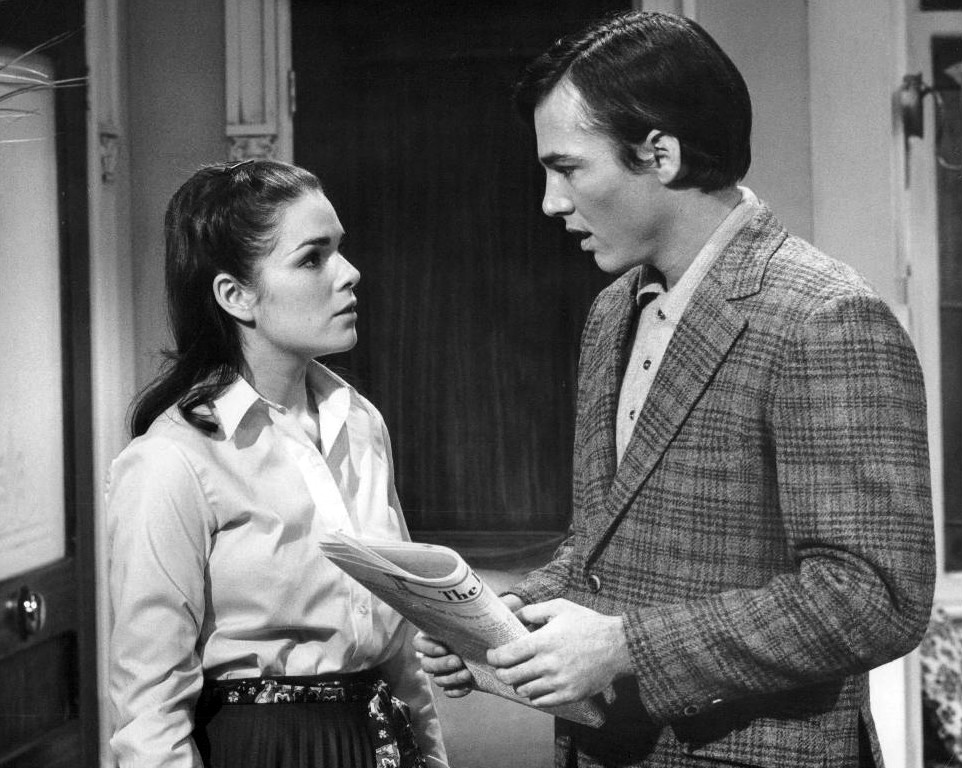
Karen Gorney (links), 1970

- Andy Goram (1964-2022), Schots voetballer
- Michail Gorbatsjov (1931-2022), Russisch leider van de Sovjet-Unie (1985-1991)
- Paul van Gorcum (1934), Nederlands acteur en regisseur (geboren in Duitsland)
- Emilie Gordenker (1965), Amerikaans kunsthistoricus, curator en museumdirecteur
- Gordianus I (157/9-239), Romeins keizer (238)
- Gordianus II (191/2-), Romeins keizer (238)
- Gordianus III (225-244), Romeins keizer (238-244)
- Carl Christian Friedrich Gordijn (1909-1998), Nederlands hoogleraar bewegingsleer
- Herman Gordijn (1932-2017), Nederlands kunstschilder en graficus
- Nadine Gordimer (1923), Zuid-Afrikaans schrijfster en Nobelprijswinnares
- Gordon (1968), Nederlands zanger
- Aaron Gordon (1995), Amerikaans basketballer
- Barry Gordon (1948), Amerikaans acteur, stemacteur radiopresentator, zanger en leraar
- Colin Gordon (1907-1980), Guyaans atleet
- Eve Gordon (1960), Amerikaans actrice
- George Gordon (1820-1865), Jamaicaans zakenman en politicus
- Lalonde Gordon (1988), atleet uit Trinidad en Tobago
- Richard Gordon (1929-2017), Amerikaans testpiloot en ruimtevaarder
- Robert Gordon (1947-2022), Amerikaans zanger en songwriter
- Onesimo Gordoncillo (1935-2013), Filipijns aartsbisschop
- Berry Gordy (1929), Amerikaans muziekproducer
- Al Gore (1948), Amerikaans milieuactivist, politicus en voormalig vicepresident
- Arthur Gore (1868-1928), Brits roeier
- Dev Gore (1997), Amerikaans autocoureur
- Tipper Gore (1948), Amerikaans schrijfster, fotografe en vrouw van Al Gore
- Henryk Górecki (1933–2010), Pools componist
- Şerif Gören (1944-2024), Turks filmregisseur
- Maria Goretti (1890-1902), Italiaans heilige
- Elisabeth Görgl (1981), Oostenrijks alpineskiester
- Albert Göring (1895-1966), Duits zakenman en verzetsstrijder
- Hermann Göring (1893-1946), Duits nazipoliticus
- René Goris (1946), Belgisch atleet
- Rob Goris (1982-2012), Belgisch ijshockeyer en wielrenner
- Mieke Gorissen (1982), Belgisch atlete
- Andreas Görlitz (1982), Duits voetballer
- Sergej Gorloekovitsj (1961), Sovjetse en Russisch voetballer
- Cliff Gorman (1936-2002), Amerikaans acteur
- Melissa Gorman (1985), Australisch zwemster
- Eydie Gormé (1928-2013), Amerikaans zangeres
- Antony Gormley (1950), Brits kunstenaar
- Lev Gorn (1971), Amerikaans acteur
- Karen Lynn Gorney (1945), Amerikaans actrice
- Reinaldo Gorno (1918-1994), Argentijns atleet
- Sergej Gorodetski (1884-1967), Russisch dichter
- Corrie van Gorp (1942-2020), Nederlands actrice en zangeres
- Petrus van Gorp (1809-1842), Vlaams boerenzoon en reus
- Marleen Gorris (1948), Nederlands regisseuse en scenariste
- Aleksandr Gorsjkov (1946-2022), Russisch kunstschaatser
- Lien van Gortel (1931-2023), Nederlands politica
- Cor Gorter (1907-1980), Nederlands natuurkundige
- Donny Gorter (1988), Nederlands voetballer
- Gerrit Jan Gorter (1960), Nederlands politicus
- Herman Gorter (1864-1927), Nederlands dichter
- Kevin Görtz (1989), Nederlands voetballer
- Henk Gortzak (1908-1989), Nederlands politicus en Tweede Kamerlid
- Wouter Gortzak (1931-2014), Nederlands journalist en politicus
- Gabriela Górzyńska (1956), Pools atlete

## Gos

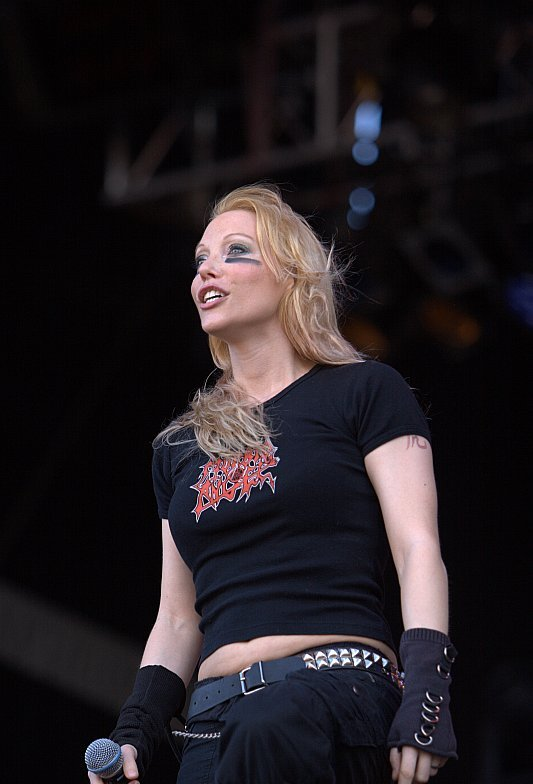
Angela Gossow in 2006

- Gos (1937), Belgisch striptekenaar; pseudoniem van Roland Goossens
- René Goscinny (1926-1977), Frans stripschrijver
- Vern Gosdin (1934-2009), Amerikaans countryzanger
- Rinus Gosens (1920-2008), Nederlands voetballer en voetbaltrainer
- Hanneli Pick-Goslar (1928-2022), Duits-Israëlisch verpleegkundige, vriendin van Anne Frank
- Józef Gosławski (1908-1963), Pools beeldhouwer, en medaille-ontwerper
- Paige Gosney (1978), Amerikaans acteur en advocaat
- Kennedy Goss (1996), Canadees zwemster
- François-Joseph Gossec (1734-1829), Belgisch-Frans componist
- Mark-Paul Gosselaar (1974), Amerikaans acteur
- Hector Gosset (1926-2007), Belgisch atleet
- Louis Gossett jr. (1936-2024), Amerikaans acteur
- Robert Gossett (1954), Amerikaans acteur
- Miriam Gössner (1990), Duits biatlete en langlaufster
- Angela Gossow (1974), Duits deathmetalzangeres, journaliste en liedjeschrijfster
- Indira Goswami (1942-2011), Assamees schrijfster

## Got
- GoT (1930), Belgisch striptekenaar; pseudoniem van Gommaar Timmermans
- Amon Göth (1908-1946), Oostenrijks kampcommandant
- Marcel Mordekhaï Gottlieb (1934-2016), Frans schrijver
- Phyllis Gotlieb (1926-2009), Canadees sciencefictionschrijver en dichteres\
- Shelly Gotlieb (1980), Nieuw-Zeelands snowboardster
- Kenji Goto (1967-2015), Japans schrijver en journalist
- Ante Gotovina (1955), Kroatisch militair
- Matt Gotrel (1989), Brits roeier
- Chris Götte (1962-2001), Nederlands drummer
- Irv Gotti, geboren als Irving Lorenzo, (1970-2025), Amerikaans muziekproducent
- Ivan Gotti (1969), Italiaans wielrenner
- John Gotti (1940-2002), Amerikaans maffiabaas
- Gilbert Gottfried (1955-2022), Amerikaans stand-upcomedian en acteur
- Gottfried von Straßburg (1165 of 1180-~1215), Duits schrijver
- Johann Christoph Gottsched (1700-1766), Duits schrijver en spellingshervormer
- Felix Gottwald (1976), Oostenrijks noordse combinatieskiër
- Daniela Götz (1987), Duits zwemster
- Maximilian Götz (1986), Duits autocoureur
- Lubbert Götzen (1894-1979), Nederlands ambtenaar en politicus

## Gou

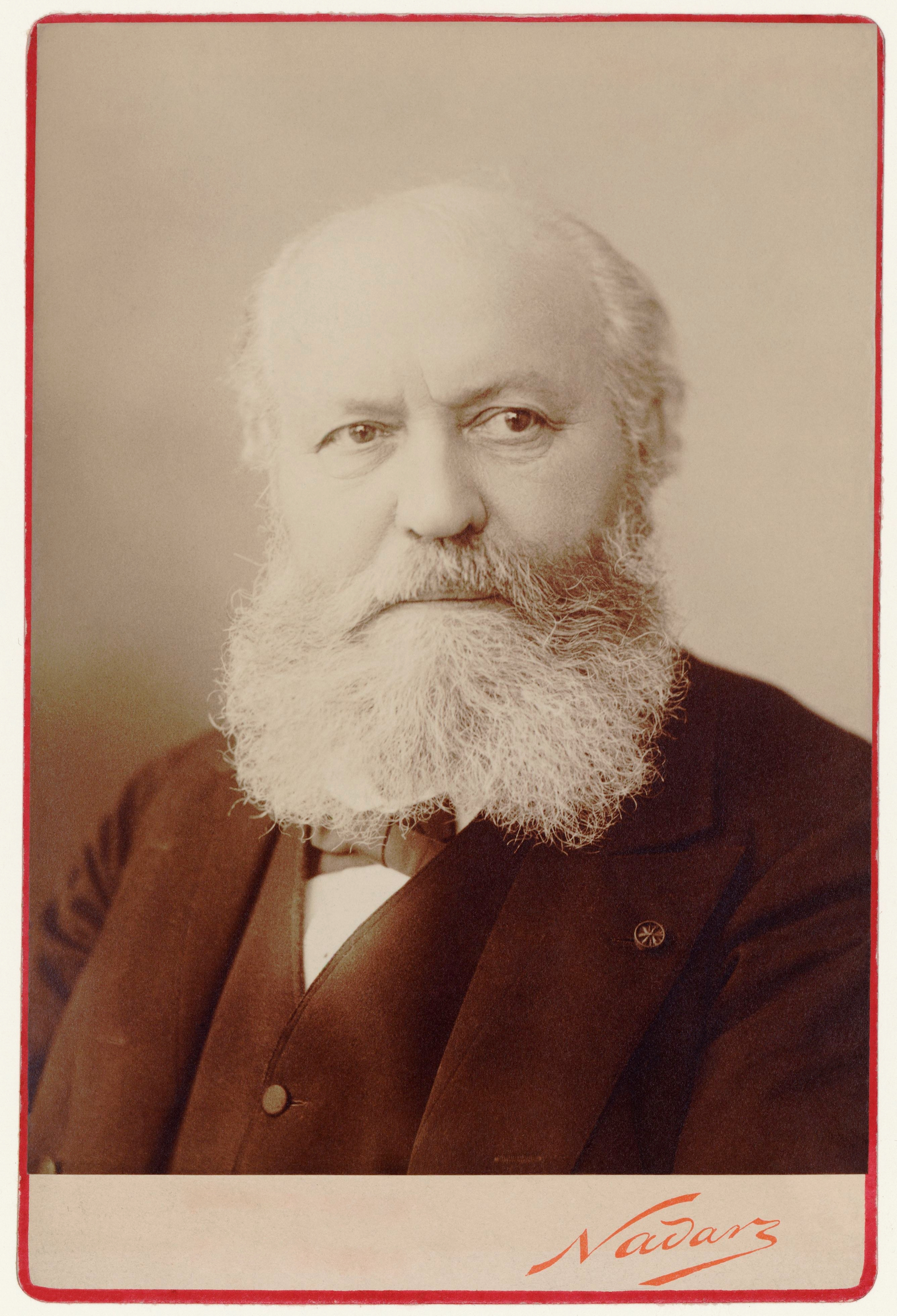
Charles Gounod

- René Goubau (1886-1976), Belgisch scheikundige en rector van de Universiteit Gent
- Stéphane Goubert (1970), Frans wielrenner
- Kara Goucher (1978), Amerikaans atlete
- Sam Goudeket (1886-1979), Nederlands vakbondsbestuurder
- Jan Goudriaan (1893-1974), Nederlands bedrijfseconoom en president-directeur van de NS
- Joop Goudsblom (1932-2020), Nederlands socioloog en molenkenner
- Anneke Goudsmit (1933), Nederlands politica
- Bobje Goudsmit (1951), Nederlands kinderboekenschrijfster
- Lex Goudsmit (1913-1999), Nederlands acteur
- Samuel Goudsmit (1902-1978), Nederlands-Amerikaans natuurkundige
- Simon Philip Goudsmit (1844-1889), Nederlands ondernemer
- Jacques Goudstikker (1897-1940), Nederlands kunsthandelaar
- Bob Goudzwaard (1934-2024), Nederlands econoom en politicus
- Alex Gough (1987), Canadees rodelaarster
- Michael Gough (1916-2011), Engels acteur
- Elliott Gould (1938), Amerikaans acteur
- Glenn Gould (1932-1982), Canadees pianist
- Gordon Gould (1920-2005), Amerikaans natuurkundige en uitvinder
- Martin Gould (1981), Engels snookerspeler
- Morris Gould (1965), Brits dj/producer
- Stephen Jay Gould (1941-2002), Amerikaans paleontoloog, geoloog en bioloog
- Michael Goulian (1968), Amerikaans piloot
- Daan Goulooze (1901-1965), Nederlands communist
- Abel Goumba (1926-2009), Centraal-Afrikaans politicus
- Abderrahim Goumri (1976-2013), Marokkaans atleet
- Charles Gounod (1818-1893), Frans componist
- Jules Gounon (1994), Frans autocoureur
- Edward Gourdin (1897-1966), Amerikaans atleet
- François Gourmet (1982), Belgisch atleet
- Louis Théodore Gouvy (1819-1898), Frans-Duits componist
- Jules Goux (1885-1965), Frans autocoureur

## Gov

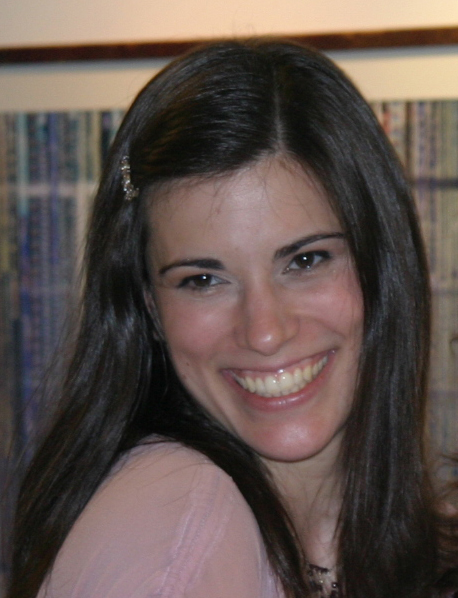
Milena Govich

- Henri Govard (1922-1975), Belgisch voetballer
- Firmin Govaert (1902-1993), Belgisch scheikundige en hoogleraar aan de Universiteit Gent
- Jacqueline Govaert (1982), Nederlands zangeres
- Milena Govich (1976), Amerikaans actrice
- Yonel Govindin (1993), Frans zwemmer

## Goy

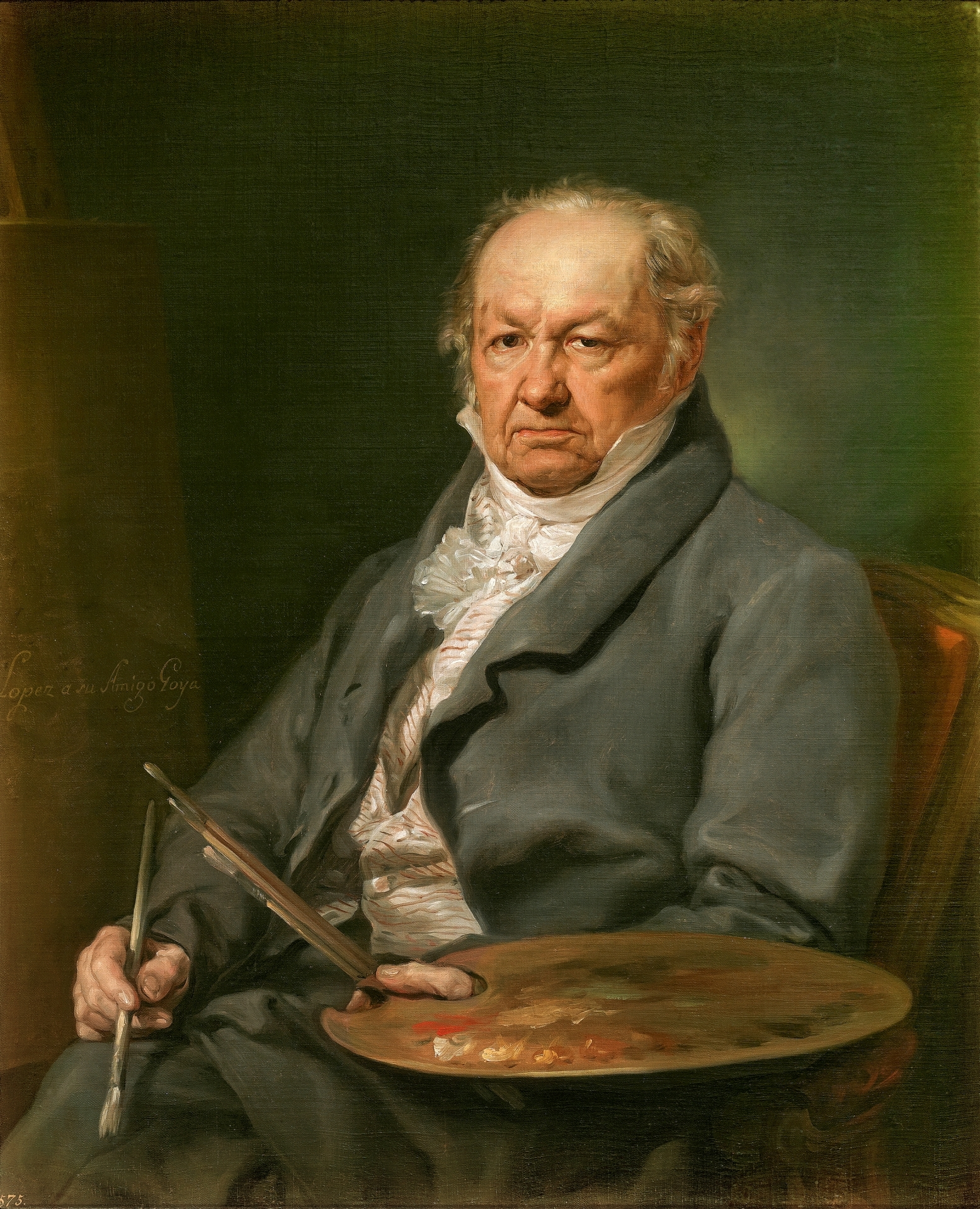
Francisco Goya

- Francis Goya (1946), Belgisch gitarist, componist en muziekproducent
- Francisco Goya (1746-1828), Spaans kunstschilder
- Duško Gojković (1931-2023), Servisch jazztrompettist, -bugelist, arrangeur en orkestleider
- Tom Goyvaerts (1984), Belgisch atleet